# Coprosma acerosa
Coprosma acerosa (Maori: tātaraheke, Engels: sand coprosma) is een plantensoort uit de sterbladigenfamilie (Rubiaceae). Het is een laaggroeiende uitgestrekte struik die tot 2 meter in de hoogte kan groeien. De struik heeft oranjekleurige twijgen zijn behaard aan de uiteinden. De kleine smalle bladeren groeien in paren geclusterd verspreid over de twijgen. De bloemen zijn klein en hebben lange uitstekende draden.
De soort komt voor in Nieuw-Zeeland, zowel op het Noordereiland als op het Zuidereiland. Verder komt de soort ook op de Chathameilanden voor. Hij groeit daar in zandige kustgebieden.

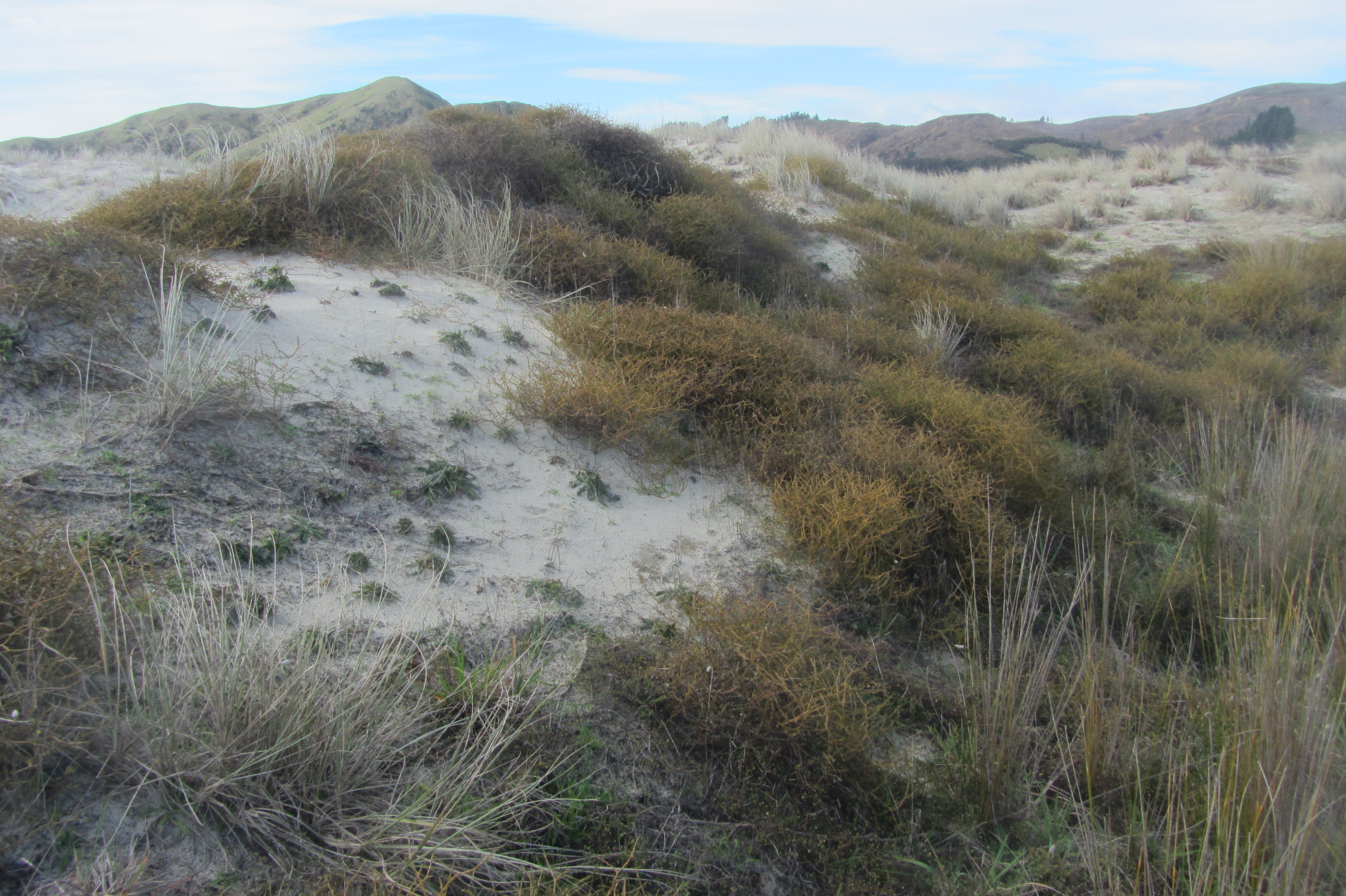
Duinen begroeid met Coprosma acerosa